# Tabla
Tabla er et indisk og pakistansk percussion-instrument, der spilles siddende. Metalkedler med form som bongotrommer, betrukket med dyreskind med runde plastikcirkler på midten af skindet. En tabla spilles med fingrene og hænderne, og er som regel stemt i et højt leje.